# Birmingham Bowl 2018
Match précédent Match suivant
Le Birmingham Bowl 2018 est un match de football américain de niveau universitaire joué après la saison régulière de 2018, le 22 décembre 2018 au Legion Field de Birmingham dans l'État d l'Alabama aux États-Unis.
Il s'agit de la 13e édition du Birmingham Bowl.
Le match met en présence l’ équipe des Tigers de Memphis issue de la American Athletic Conference et l’équipe des Demon Deacons de Wake Forest issue de l'Atlantic Coast Conference.
Il débute vers midi, heure locale et est retransmis à la télévision par ESPN.
Sponsorisé par la société Sterling Jewelers (en) propriétaire de la marque Jared, le match est officiellement dénommé le 2018 Jared Birmingham Bowl.
Les Demon Deacons de Wake Forest gagnent le match sur le score de 37 à 34.

## Présentation du match
Il s'agit de la 5e première rencontre entre ces deux équipes (deux victoires chacune). Wake Forest remplace une équipe de la Southeastern Conference, celle-ci ne disposant plus d'équipe éligible pour le bowl, (4 de ses équipes sont qualifiées pour les matchs du 1er janvier).
| Saison | Date             | Vainqueur | Score   | Perdant | Compétition                        |
| ------ | ---------------- | --------- | ------- | ------- | ---------------------------------- |
| 1964   | 11 octobre 1964  | MEM       | 23 - 14 | WF      | Saison régulière à Memphis         |
| 1965   | 20 novembre 1965 | WF        | 21 - 20 | MEM     | Saison régulière à Memphis         |
| 1966   | 12 novembre      | WF        | 21 - 07 | MEM     | Saison régulière Winston-Salem, NC |
| 1967   | 14 octobre 1967  | MEM       | 42 - 10 | WF      | Saison régulière à Memphis         |

| Équipes                                                                      | Conférences | Entraîneurs       | Stats. saison rég. | Classements avant le bowl CFP-AP-Coaches |
| ---------------------------------------------------------------------------- | ----------- | ----------------- | ------------------ | ---------------------------------------- |
| Tigers de Memphis                                                            | AAC         | Mike Norvell (en) | 8 - 5              | NC                                       |
| Demon Deacons de Wake Forest                                                 | ACC         | Dave Clawson (en) | 6 - 6              | NC                                       |
| Arbitre : Équipe donnée favorite par les bookmakers : Memphis par 4½ points. |             |                   |                    |                                          |

### Tigers de Memphis
Avec un bilan global en saison régulière de 8 victoires et 5 défaites (5-3 en matchs de conférence), Memphis est éligible et, le 2 décembre, accepte l'invitation pour participer au Birmingham Bowl de 2018.
Ils terminent 1er de la West Division de l'AACet perdent la finale de conférence 41 à 56 contre ls Knights d'UCF.
À l'issue de la saison 2018 (bowl non compris), ils n'apparaissent pas dans les classements CFP, AP et Coaches.
Il s'agit de leur 2e participation au Birmingham Bowl :
| Sate             | Saison | Adversaire      | Score | Résultat  |
| ---------------- | ------ | --------------- | ----- | --------- |
| 30 décembre 2015 | 2015   | Tigers d'Auburn | 31-10 | D : 0 - 1 |

### Demon Deacons de Wake Forest
Avec un bilan global en saison régulière de 6 victoires et 6 défaites (3-5 en matchs de conférence), Wake Forest est éligible et, le 2 décembre, accepte l'invitation pour participer au Birmingham Bowl de 2018.
Ils terminent 5e de l'Atlantic Division de la Atlantic Coast Conference derrière #2 Clemson, #17 Syracuse, NC State et Boston College.
À l'issue de la saison 2018 (bowl non compris), ils n'apparaissent pas dans les classements CFP, AP et Coaches.
Il s'agit de leur première apparition au Birmingham Bowl.

## Résumé du match
Résumé et photo sur la page du site francophone The Blue Pennant.
Début du match à 11 h 00, fin à 14 h 35 pour une durée totale de jeu de 3 h 35 min.
Températures de 8 °C, vent de 8 km/h , ensoleillé.
| QT          | Temps       | Drive       | Drive       | Drive       | Équipe      | Description de l'action | Score | Score |
| QT          | Temps       | Jeux        | Yards       | TDP         | Équipe      | Description de l'action | MEM   | WF    |
| ----------- | ----------- | ----------- | ----------- | ----------- | ----------- | --- | ----- | ----- |
| 1           | 12:28       | 10          | 75          | 02:32       | WF          | TD de 9 yards par Sage Surratt à la suite d'une réception de passe de QB Jamie Newman + 1 point de conversion par K Nick Sciba        | 0     | 7     |
| 1           | 10:06       | 6           | 76          | 02:22       | MEM         | TD à la suite d'une course de 41 yards par Tony Pollard + 1 point de conversion par K Riley Patterson                                 | 7     | 7     |
| 1           | 03:28       | 16          | 98          | 05:29       | MEM         | TD de 1 yard par Patrick Taylor Jr. à la suite d'une réception d'une passe de QB Brady White + 1 point de conversion par K Nick Sciba | 14    | 7     |
| 2           | 14:49       | -           | -           | -           | MEM         | Interception retournée sur 37 yards en TD par Chris Claybrooks + 1 point de conversion par K Riley Patterson                          | 21    | 7     |
| 2           | 11:16       | 13          | 57          | 03:33       | WF          | FG de 36 yards par K Nick Sciba | 21    | 10    |
| 2           | 11:04       | -           | -           | -           | MEM         | Kickoff retourné sur 97 yards pour un TD par Pollard + 1 point de conversion par K Nick Sciba                                         | 28    | 10    |
| 2           | 07:09       | 12          | 75          | 03:55       | WF          | TD de 1 yard par Newman + 1 point de conversion par K Nick Sciba                                                                      | 28    | 17    |
| 2           | 05:33       | 3           | 56          | 00:26       | WF          | TD de 17 yards par Newman + 1 point de conversion par K Nick Sciba                                                                    | 28    | 24    |
| 3           | 07:41       | 5           | 48          | 01:40       | WF          | FG de 49 yards par K Nick Sciba | 28    | 27    |
| 3           | 03:49       | 12          | 47          | 02:31       | WF          | FG de 39 yards par K Nick Sciba | 28    | 30    |
| 4           | 01:15       | 14          | 88          | 04:36       | MEM         | TD à la suite d’une course de 9 yards par P. Taylor Jr. mais la tentative de conversion à 2 point échoue (interception de passe)      | 34    | 30    |
| 4           | 00:34       | 6           | 75          | 00:41       | WF          | TD à la suite d'une course de 1 yard par Newman + 1 point de conversion par K Nick good                                               | 34    | 37    |
| Score final | Score final | Score final | Score final | Score final | Score final | Score final | 34    | 37    |

## Statistiques
| Nom          | Équipe      | Poste |
| ------------ | ----------- | ----- |
| Jamie Newman | Wake Forest | QB    |

| Statistiques                           | MEM                                                   | WF                                                  |
| -------------------------------------- | ----------------------------------------------------- | --------------------------------------------------- |
| 1er down                               | 22                                                    | 26                                                  |
| 1er down à la course                   | 12                                                    | 12                                                  |
| 1er down à la passe                    | 8                                                     | 13                                                  |
| 1er down suite pénalité                | 2                                                     | 1                                                   |
| Conversion de 3e down                  | 6/16                                                  | 6/19                                                |
| Conversion de 4e down                  | 1/2                                                   | 2/3                                                 |
| Jeux–yards                             | 82 jeux pour 378 yards                                | 90 jeux pour 529 yards                              |
| Yards à la course                      | 53 courses pour 207 yards moyenne de 3,9 yards/course | 50 courses pour 201 yards moyenne de 4 yards/course |
| Yards à la passe                       | 171                                                   | 328                                                 |
| Passes : Réussies-Tentées-Interceptées | 15/29 passes complétées, 1 interception               | 22/40 passes complétées, 1 interception             |
| Réussite en zone rouge/chances         | 2/3                                                   | 5/5                                                 |
| TD                                     | 5                                                     | 4                                                   |
| Field Goals                            | 0/1                                                   | 3/3                                                 |
| Sacks (Nombre-Yards)                   | 2 pour 13 yards adverses perdus                       | 3 pour 18 yards adverses perdus                     |
| Fumbles (Nombre/Perdus)                | 0/0                                                   | 0/0                                                 |
| Pénalités (Nombre/Yards perdus)        | 3 pour 20 yards perdus                                | 7 pour 50 yards perdus                              |
| Temps de possession                    | 30:38                                                 | 29:22                                               |

| Quarterbacks        | Quarterbacks   | Quarterbacks                                                             |
| ------------------- | -------------- | ------------------------------------------------------------------------ |
| MEM                 | Brady White    | 15/27 passes complétées, 171 yards, 1 interception, 1 TD, 3 sacks subis, |
| WF                  | Jamie Newman   | 22/40 passes complétées, 328 yards, 1 interception, 1 TD, 2 sacks subis  |
| Meilleurs coureurs  |                |                                                                          |
| MEM                 | Patrick Taylor | 30 courses pour 110 yards nets gagnés, 1 TD, moyenne de 3,7 yards/course |
| WF                  | Jamie Newman   | 23 courses pour 91 yards nets gagnés, 3 TDs, moyenne de 4 yards/course   |
| Meilleurs receveurs |                |                                                                          |
| MEM                 | Damonte Coxie  | 6 réceptions pour 70 yards gagnés, 0 TD                                  |
| WF                  | Alex Bachman   | 7 réceptions pour 171 yards gagnés, 0 TD                                 |
| Meilleurs tacklers  |                |                                                                          |
| MEM                 | Curtis Akins   | 9 tacles dont 8 en solo                                                  |
| WF                  | Justin Strnad  | 11 tacles dont 9 en solo, 1 touché pour perte                            |